# Golgos
Na mitologia grega, Golgos é filho de Afrodite e Adónis, irmão de Béroe.